# راس کلی
راس کلی (به انگلیسی: Ross Kelly) بازیگر و نویسنده‌ای است که در فیلم‌های مختلف نقش‌های اصلی و مکمل بازی داشته‌است. بخش خوبی از آنها شامل فیلم‌های ترسناکی هستند. کار کلی از حدود سال ۲۰۰۵ آغاز شد.
وی یک فیلم تلویزیونی با عنوان پروژه پیژامه مردان (Pajama Men Project) تولید کرد که در سال ۲۰۱۶ پخش شد.